# 주앙 굴라르
주앙 베우시우르 마르키우스 굴라르(브라질 포르투갈어: João Belchior Marques Goulart)는 브라질의 14대 부통령이자, 24대 대통령을 지낸 정치인이다. 흔히 장구(브라질 포르투갈어: Jango)라는 별명으로 알려져 있다.
1955년 선거에서 주셀리누 쿠비체크의 부통령 후보로 지명되어 당선되었으며, 1960년 선거에서 사회민주당 대통령 후보인 엔히키 로트의 러닝메이트로 대통령 선거와 부통령 선거에 출마하였으나 로트는 야당후보인 자니우 쿠아드루스에게 패하고 굴라르만 부통령으로 당선되었다. 쿠아드루스가 짧은 임기를 마치고 사임하자 대통령으로 취임했다.
주앙 굴라르는 대통령직에 취임한 이후 각종 개혁들을 단행하고 미국의 라틴아메리카 경제, 내정간섭에 반대했다. 굴라르 행정부는 새 수도 브라질리아에 국가 행정기관을 이전하는 작업을 본격화했다. 그러나 미국의 지원을 받은 극우 세력은 1964년 브라질 쿠데타를 일으켜 주앙 굴라르를 체포, 추방시키고 군사독재정권을 세웠다. 극우 세력이 정권을 잡은 이후 주앙 굴라르는 오랫동안 망명생활을 했으며, 1976년 아르헨티나에서 죽었다.

## 생애
1918년 3월 1일 히우그란지두술 상보르자에서 목장 경영자(estancieiro) 비셍치 호드리기스 굴라르와 가정주부 비셍치나 마르키스 굴라르의 아들로 태어났다. 그의 할아버지 벨시오르 호드리기스 굴라르는 아조레스에서 브라질로 이주한 포르투갈-벨기에/네덜란드인 혼혈이었다(그의 성씨인 Goulart는 원래 Gouvaert였다). 굴라르의 별명은 장구(Jango)였는데, 이는 원래 삼촌의 이름에서 따온 것이다. 어릴 적에는 '작은 장구'라는 뜻의 장기뉴(Janguinho)라고 불렀다. 이는 훗날 정계에서 사람들이 그를 '장구'라고 부르는 계기가 되었다.
주앙이 태어난 곳은 지리적으로 고립된 지역이라, 어머니 비셍치나는 주앙을 낳기 전 자신의 건강을 치료할 상황이 되지 않았다. 하지만 주앙의 외할머니이자 비셍치나의 어머니였던 마리아 토마즈 바스키즈 마르키스의 도움을 받을 수 있었는데, 주앙의 누나인 율랑다는 "죽기 직전까지 갔던 주앙을 살려내신 분은 할머니셨다"라고 종종 말하곤 했다. 할머니 마리아 토마즈는 독실한 가톨릭 신자였는데, 주앙을 살려내기 위해 요한께 기도를 드렸다고 한다.

## 역대 선거 결과
| 선거명      | 직책명          | 대수 | 정당          | 득표율 | 득표수      | 결과 | 당락 |
| ----------- | --------------- | ---- | ------------- | ------ | ----------- | ---- | ---- |
| 1955년 선거 | 브라질의 부통령 | 14대 | 브라질 노동당 | 44.25% | 3,591,267표 | 1위  |      |
| 1960년 선거 | 브라질의 부통령 | 14대 | 브라질 노동당 | 36.1%  | 4,547,010표 | 1위  |      |